# Silene cuatrecasasii
Silene cuatrecasasii là loài thực vật có hoa thuộc họ Cẩm chướng. Loài này được Pau & Font Quer miêu tả khoa học đầu tiên năm 1928.